# Comité interministériel à la société de l'information
 (janvier 2015).
Si vous disposez d'ouvrages ou d'articles de référence ou si vous connaissez des sites web de qualité traitant du thème abordé ici, merci de compléter l'article en donnant les références utiles à sa vérifiabilité et en les liant à la section « Notes et références ».
En France, les Comités interministériels à la société de l'information (CISI) sont des réunions présidées par le Premier ministre et qui réunissent les ministres, secrétaires d'État et fonctionnaires chargés des questions relatives à la société de l'information. 
L'objectif de ces réunions est de permettre aux diverses administrations de fixer, d'identifier et de coordonner leurs actions.
Il y a eu, en France, 5 CISI dont :
- les trois premiers présidés par Lionel Jospin
- le quatrième présidé par Jean-Pierre Raffarin
- le cinquième présidé par Dominique de Villepin

## Quatrième Comité interministériel pour la société de l'information (10 juillet 2003)
Jean-Pierre Raffarin a tenu un unique CISI à l'occasion de ses divers gouvernements. Le quatrième CISI a eu lieu quelques mois après la présentation par le Premier ministre du "plan pour une République numérique dans la société de l'information" (RESO 2007). Il a ainsi permis d'effectuer un premier bilan des chantiers lancés dans ce cadre. 
Ce CISI, dont le thème central était la diffusion et la démocratisation des technologies de l'information, s'est traduit par l'annonce de plus de soixante-dix mesures visant "à renforcer la confiance en l'Internet du grand public et des familles, et à permettre à un nombre croissant de Français de se familiariser avec ces technologies".

## Cinquième Comité interministériel pour la société de l'information (11 juillet 2006)
À l'occasion de ce cinquième CISI, le Gouvernement a tiré le bilan du plan RE/SO 2007 lancé par Jean-Pierre Raffarin. Il a ainsi indiqué que pour lui, "la France s’impose désormais comme une des grandes nations numériques grâce à la politique déterminée mise en œuvre depuis 2002 par les gouvernements successifs". À côté du bilan, ce CISI a été l'occasion pour le Gouvernement d'arrêter un nouveau plan pour amplifier le développement des nouvelles technologies. Ce plan est composé de 24 mesures réparties en trois thématiques.
- Encourager l’usage de l’Internet

Le CISI revient sur l'opération "Internet accompagné" lancé par la Délégation aux usages de l'internet qui vise à encourager l'usage de l'internet par les citoyens, et en particulier, les personnes âgées. Ce CISI a été l'occasion pour le Gouvernement de lancer sa nouvelle opération "un ordinateur à 1 euro par jour" destiné aux familles avec des ressources modestes. Le principe est celui de la commercialisation d'un micro-ordinateur équipé d'une connexion haut-débit et associé à une formation à domicile pour 1 euro par jour pendant trois ans. 
La thématique du haut débit a également été à l'ordre du jour avec un nouveau plan de couverture pour les zones rurales métropolitaines ou pour les territoires d'outre-mer.
Par ailleurs, une politique de labels est mise en place. Une "marque de confiance" sera créée pour distinguer les fournisseurs d'accès ou de services sur internet qui respecteront une charte de 70 engagements pour la sécurisation de l'internet et le développement de la confiance sur les réseaux. De plus l’équipement des logements en accès à très haut débit sera encouragé, notamment par la création d’un label "logement multimédia". 
Le cinquième CISI a également été l'occasion d'annoncer officiellement le lancement de Signal spam, ressource nationale d’informations en matière de lutte contre le spam. En outre, un groupe de travail sera lancé afin d'améliorer la sécurité des transactions sur l'internet en particulier afin d'éviter le vol ou l'usurpation d'identité. 
- Améliorer les services publics en mobilisant les technologies de l'innovation

En matière d'administration électronique, le cinquième CISI est celui du bilan. Chaque mois plus de 10 millions de visiteurs se connectent sur les sites gouvernementaux, la télé-déclaration de revenus a connu près de 6 millions d’utilisateurs en 2006, l'IGN a ouvert son geoportail.fr et l'INA sa mémoire audiovisuelle. 
Parallèlement, plusieurs annonces sont intervenues : Généralisation en 2007 de l’expérimentation de mon.servicepublic.fr, guichet personnalisé d'accès aux services publics permettant de stocker des documents et informations personnelles. Fin 2007, 900 procédures administratives devraient être totalement dématérialisées. Le dossier médical personnalisé (DMP) devrait être généralisé pour la mi-2007.
L'État va expérimenter la mise en ligne des enquêtes publiques pour les projets de sa compétence dès la rentrée 2006 dans le Rhône et dans le Vaucluse. Le Premier Ministre demande en outre, aux différents ministères d'utiliser l'espace de débat public "forum.gouv.fr" pour multiplier les occasions de dialogue en ligne avec les citoyens.
Enfin, le ministère de la Culture a annoncé la création en 2007 d'un service permettant l'accès aux 16 millions d'œuvres et ressources qu'il a numérisées.
- Renforcer la compétitivité de nos entreprises

Le CISI a adopté certaines mesures destinées à faciliter la diffusion des nouvelles technologies dans les PME. Il a en outre décidé d'un effort pour redonner à la France une position de "leader" en termes de capacités de calcul scientifique.